# Frederic Moore
Frederic Moore, född 13 maj 1830, död 10 maj 1907, var en brittisk entomolog och illustratör. Han producerade boken The Lepidoptera of Ceylon (1880–1887) och sex av de tio volymerna av Lepidoptera Indica (1890–1913), om södra Asiens fjärilsfauna, som färdigställdes av Charles Swinhoe efter Moores död. Han skapade även en katalog över fåglarna i Brittiska Ostindiska Kompaniets samlingar (1854–1858) tillsammans med Thomas Horsfield. Moore var bland annat medlem av Zoological Society of London, Linnean Society of London och Entomological Society of London.